# منشأة ناصر (حي)
منشية ناصر هي أحد الأحياء العشوائية في القاهرة.

## انهيار صخري

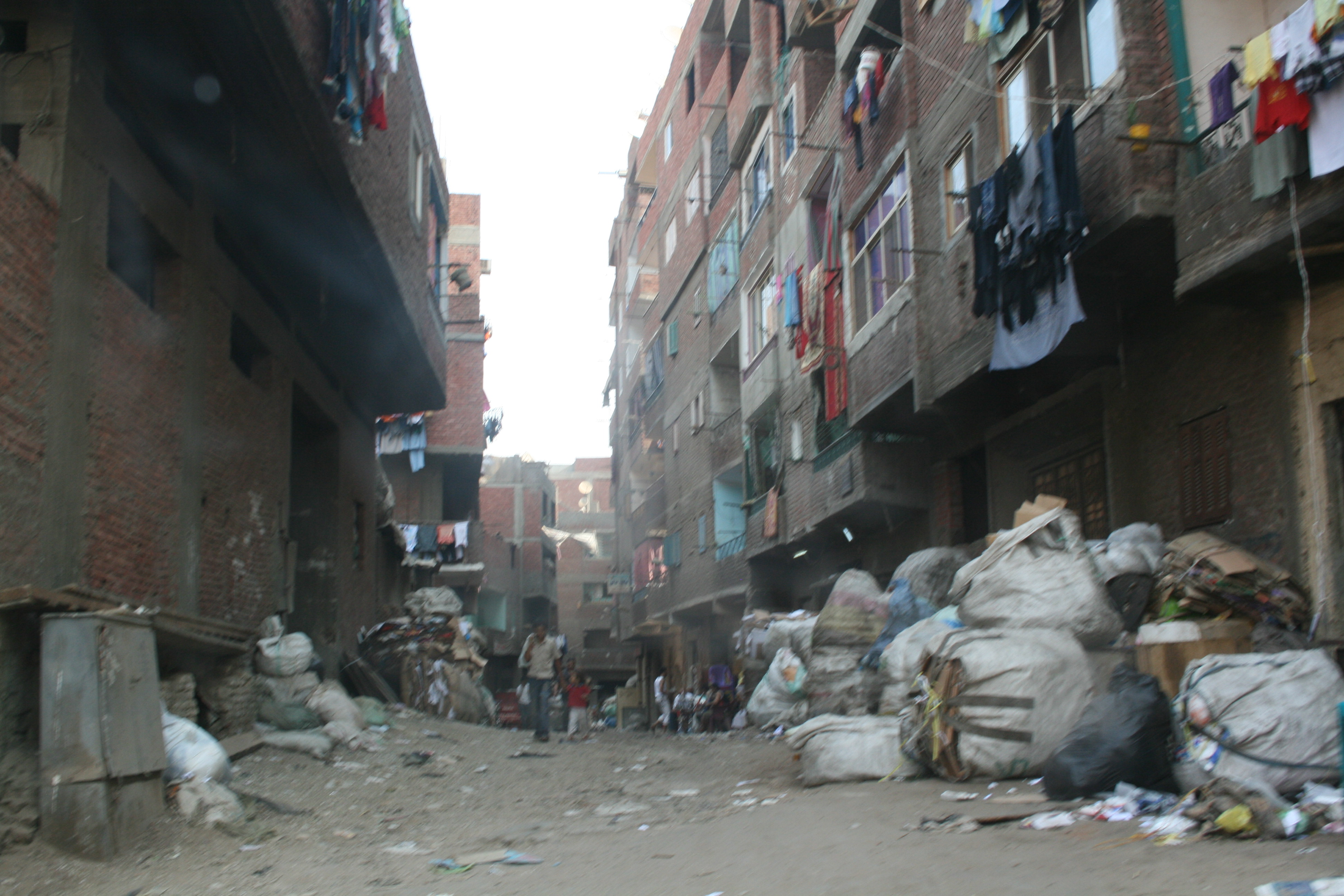
شارع في حي الزبالين في القاهرة

في 6 سبتمبر 2008 شهدت منطقة «الدويقة» في منشية ناصر مقتل ما يزيد عن 100 شخصا وجرح عشرات آخرين في انهيار كتل صخرية ضخمة على مجموعة من بيوت المنطقة العشوائية شرق القاهرة.
يوجد بالمنطقة أعمال حرفية وورش صناعية بأعداد كبيرة جداً تكاد تكون منطقة صناعية.

## نقل السكان

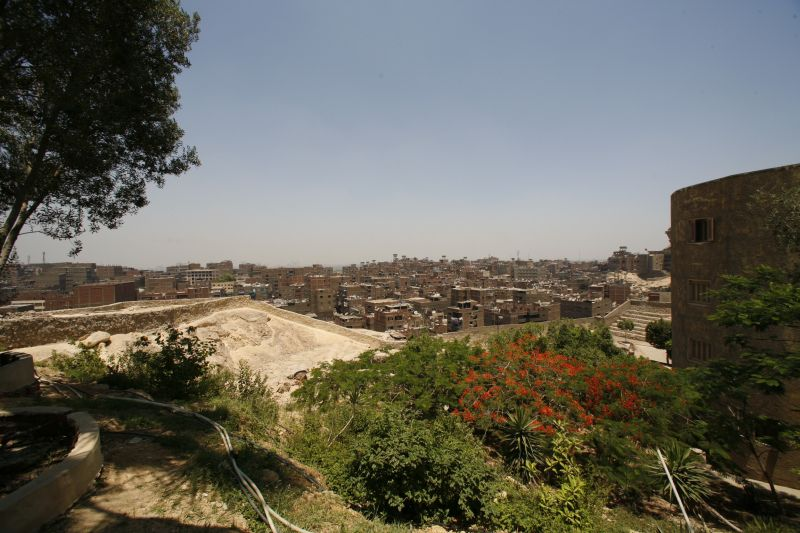
حي الزبالين، منظر من الأعلى

في إطار خطة الدولة في عهد الرئيس عبد الفتاح السيسي للقضاء على العشوائيات، يتم نقل العديد من سكان حي منشية ناصر (بالإضافة إلى أحياء أخرى) الذين يسكنون في المناطق الأكثر خطورة، إلى حي الأسمرات، حيث توفر الدولة لهم وحدات سكنية مجهزة، بالإضافة لوجود كافة الخدمات داخل الحي، مقابل إيجار شهري.